# Wilhelm Lothigius (jägmästare)
Wilhelm Lothigius, född 7 oktober 1878 i Jönköping, död 11 september 1957 i Stockholm, var en svensk jägmästare.
Wilhelm Lothigius var son till justitieborgmästaren Carl Lothigius och Mimmi von Malmborg samt dotterson till Johan Adolf von Malmborg. Efter mogenhetsexamen i Norrköping 1899 utexaminerades han från Skogsinstitutet 1903. Lothigius blev extra jägmästare 1904, tjänstgjorde som assistent och skyddskogsassistent i Norra och Västra Jämtlands revir och Jämtlands län samt blev skogstaxator i Smålands distrikt 1912. 1914–1944 var han länsjägmästare i Jönköpings län. Lothigius engagerade sig för förbättrad skogsskötsel på de små skogsägarnas marker och även för förbättring av skogsvårdsstyrelsernas organisation. Han var ofta sakkunnig i skogsbruksfrågor, bland annat inom Svenska Tarifföreningen för utredning rörande skogsbrandsförsäkring 1912, inom Jordbruksdepartementet vid lagstiftningsarbetet för enskilda skogar 1922, för statsbidrag för torrläggning av mark för skogsbörd 1926 och för åtgärder för tryggande av skogsvårdsstyrelsernas ekonomi 1926–1926, inom Domänstyrelsen rörande grunderna för fördelning av anslaget till skogsvårdens främjande 1922, inom riksdagens särskilda utskott för behandling av skogslagstiftningsfrågan 1923 och inom Skogsvårdsstyrelsernas förbunds centralråd för ett flertal utredningar. 
Lothigius grundade 1925 tidskriften Skogsägaren och var dess redaktör fram till 1943. Han var flitig medarbetade i såväl dagstidningar som fackpress i skogsfrågor samt utgav Sverige som skogsland (1–2, 1937) och Ett ekonomiskt skogsbruk (1938, 1946). Lothigius var redaktör för och medarbetare i minnesskriften Sveriges skogsvårdsstyrelser 1905–1944 (1945).
Han gifte sig 1912 med Ingrid Hård af Segerstad. I äktenskapet föddes barnen advokaten Guit Österlind, Carl-Wilhelm Lothigius och Ingrid Lothigius.